# Mikhaïl Beketov (volley-ball)
Mikhaïl Aleksandrovitch Beketov (en russe : Михаил Александрович Бекетов) est un joueur russe de volley-ball né le 16 mars 1976 à Stoupino (oblast de Moscou, alors en URSS). Il mesure 1,99 m et joue réceptionneur-attaquant. Il totalise 4 sélections en équipe de Russie.

## Clubs
| Club                   | De        | À         |
| ---------------------- | --------- | --------- |
| Iskra Odintsovo        | 1995-1996 | 2007-2008 |
| Fakel Novy Ourengoï    | 2008-2009 | 2010-2011 |
| Iaroslavitch Iaroslavl | 2011-2012 | 2011-2012 |
| Fakel Novy Ourengoï    | 2012-2013 | 2012-2013 |

## Palmarès
- Ligue européenne (1)
  - Vainqueur : 2005
- Ligue des champions
  - Finaliste : 2004
- Coupe de la CEV
  - Finaliste : 2006
- Championnat de Russie
  - Finaliste : 2003, 2008
- Coupe de Russie (1)
  - Vainqueur : 2002
  - Finaliste : 1997, 2005, 2008